# 黑红阔嘴鸟
黑红阔嘴鸟（学名：Cymbirhynchus macrorhynchos），是阔嘴鸟科黑红阔嘴鸟属的一种，分布于文莱、缅甸、老挝、越南、泰国、印度尼西亚、马来西亚、新加坡和柬埔寨。全球活动范围约为1,730,000平方千米。该物种的保护状况被评为无危。
黑红阔嘴鸟的平均体重约为68.0克。栖息地包括牧草地、亚热带或热带的湿润低地林、种植园、亚热带或热带的沼泽林、河流、溪流、亚热带或热带严重退化的前森林、亚热带或热带的红树林和乡村花园。